# Toru Miyamoto
Toru Miyamoto (宮本 亨 Miyamoto Toru?), född 3 december 1982 i Yamaguchi prefektur, är en japansk fotbollsspelare.
Miyamoto började sin karriär 2001 i Avispa Fukuoka. Han spelade 177 ligamatcher för klubben. 2009 flyttade han till Tochigi SC. Efter Tochigi SC spelade han för Giravanz Kitakyushu. Han avslutade karriären 2015.